# Hans-Gert Pöttering
Hans-Gert Pöttering (Bersenbrück, 15. rujna 1945.), njemački političar (KDU i EPS), predsjednik Europskog parlamenta od siječnja 2007. do srpnja 2009. Kao predstavnik Njemačke u Europskom parlamentu od njegovog osnivanja 1979., jedan je od njegovih najdugovječnijih članova. Od srpnja 1999. do siječnja 2007. bio je i predsjedatelj parlamentarne skupine Europska pučka stranka.
4. prosinca 2009. izabran je kao predsjedatelj zaklade Konrad Adenauer.